# Resolutie 1763 Veiligheidsraad Verenigde Naties
Resolutie 1763 van de Veiligheidsraad van de Verenigde Naties werd unaniem aangenomen op 29 juni 2007. De resolutie verlengde het mandaat van de VN-vredesmacht in Ivoorkust met ruim 2 weken.

## Achtergrond
In 2002 brak in Ivoorkust een burgeroorlog uit tussen de regering in het christelijke zuiden en rebellen in het islamitische noorden van het land. In 2003 leidden onderhandelingen tot de vorming van een regering van nationale eenheid en waren er Franse en VN-troepen aanwezig. In 2004 zegden de rebellen hun vertrouwen in de regering op en namen opnieuw de wapens op. Op 6 november kwamen bij Ivoriaanse luchtaanvallen op de rebellen ook 9 Franse vredeshandhavers om. Nog die dag vernietigden de Fransen de gehele Ivoriaanse luchtmacht, waarna ongeregeldheden uitbraken in de hoofdstad Abidjan.

## Inhoud

### Waarnemingen
Op 4 maart 2007 waren president Laurent Gbagbo van Ivoorkust en rebellenleider Guillaume Soro tot een politiek akkoord gekomen. De VN waren klaar om de partijen verder bij te staan met de uitvoering van hun toezeggingen en de ondersteuning van het vredesproces.

### Handelingen
De Veiligheidsraad besloot het mandaat van de UNOCI-vredesmacht en de Franse ondersteunende troepen te verlengen tot 16 juli 2007.

## Verwante resoluties
- Resolutie 1739 Veiligheidsraad Verenigde Naties
- Resolutie 1761 Veiligheidsraad Verenigde Naties
- Resolutie 1765 Veiligheidsraad Verenigde Naties
- Resolutie 1782 Veiligheidsraad Verenigde Naties

Lijst ·  1739 ·  1740 ·  1741 ·  1742 ·  1743 ·  1744 ·  1745 ·  1746 ·  1747 ·  1748 ·  1749 ·  1750 ·  1751 ·  1752 ·  1753 ·  1754 ·  1755 ·  1756 ·  1757 ·  1758 ·  1759 ·  1760 ·  1761 ·  1762 ·  1763 ·  1764 ·  1765 ·  1766 ·  1767 ·  1768 ·  1769 ·  1770 ·  1771 ·  1772 ·  1773 ·  1774 ·  1775 ·  1776 ·  1777 ·  1778 ·  1779 ·  1780 ·  1781 ·  1782 ·  1783 ·  1784 ·  1785 ·  1786 ·  1787 ·  1788 ·  1789 ·  1790 ·  1791 ·  1792 ·  1793 ·  1794